# Marco Avilés
Marco Avilés (Abancay, 1978) es un periodista, columnista, escritor y editor peruano, especialista en temas de racismo y discriminación.

## Biografía
Marco Avilés nació en Abancay en 1978. Estudió periodismo en la Universidad Nacional Mayor de San Marcos, donde se graduó. Ha sido reportero del diario El Comercio y la revista Caretas, en Lima. Ha sido además director editorial de la revista Etiqueta Negra, publicación peruana de periodismo narrativo, ensayos, fotografía y arte. Ha sido profesor de Periodismo Literario en la Universidad Peruana de Ciencias Aplicadas (UPC). Radica en EE. UU. y actualmente cursa un doctorado en Estudios Hispánicos en la Universidad de Pensilvania.
Sus historias y artículos han sido publicadas en revistas de Latinoamérica, Estados Unidos, Asia y Europa. Ha editado la antología de crónicas Locos, malos y virtuosos (2009), y publicado los libros de crónicas Día de visita (2012), y No soy tu cholo (2017). Su libro De dónde venimos los cholos (2016) estuvo considerado entre los 10 libros esenciales de 2016 por la edición en español de The New York Times.

## Obra
- Avilés, Marco (2009), Locos, malos y virtuosos, Lima, Perú: Editorial Recreo, ISBN 9789972382284..
- Avilés, Marco (2012), Días de visita: Confesiones de mujeres desde el penal Santa Mónica, Lima, Perú: Editorial K.O., ISBN 9789972848193..
- Avilés, Marco (2016), De dónde venimos los cholos, Lima, Perú: Editorial Planeta, ISBN 9786124689499..
- Avilés, Marco (2017), No soy tu cholo, Lima, Perú: Editorial Debate, ISBN 9786124272127..